# Associazione Nazionale Partigiani d'Italia
L'Associazione Nazionale Partigiani d'Italia (ANPI) és una associació creada pels participants a la Resistència italiana contra l'ocupació nazifeixista durant la Segona Guerra Mundial. Fundada a Roma el 1944, mentre al nord d'Itàlia la guerra era encara present, va esdevenir fundació el 5 abril de 1945. L'associació de partisans és oberta, des del 2006, a qualsevol persona que comparteixi els valors de l'antifeixisme. Està adherida a la Federació Internacional de Resistents.

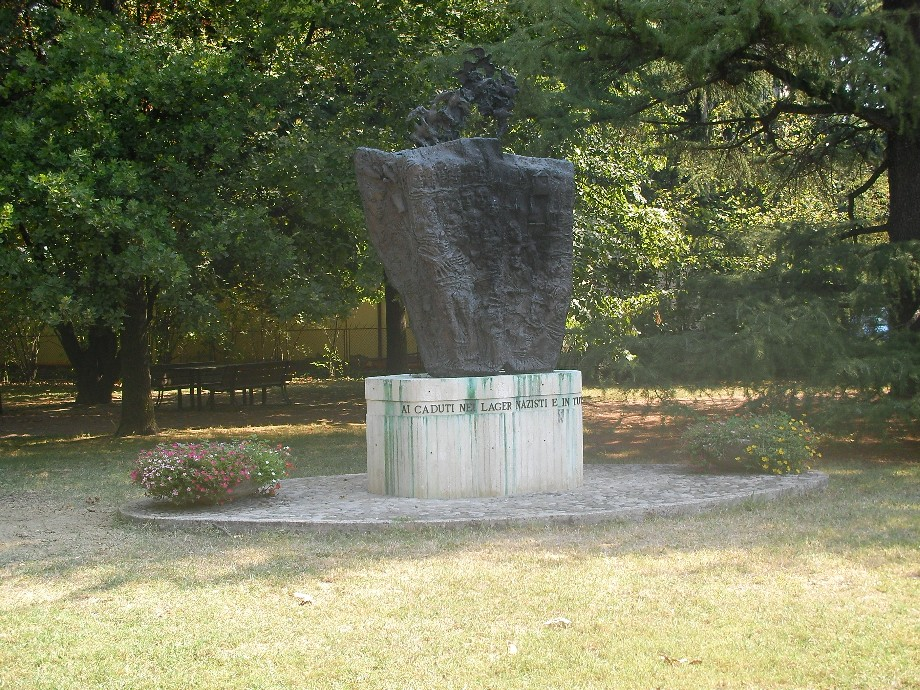
Monument de Forli als caiguts als camps nazis i a totes les presons

El 2010 comptava amb 110.000 membres entre les seves files amb representants de l'Squadre di Azione Patrottica i dels Gruppi di Azione Patriottica.
El juny del 2010, a partir d'una proposta de Dacia Maraini i Concita De Gregorio, es va iniciar una campanya per a l'afiliació de representants del món de la cultura a la qual es van sumar nombrosos artistes i intel·lectuals com: Marco Bellocchio, Andrea Camilleri, Liliana Cavani, Cristina Comencini, Sabrina Ferilli, Dario Fo, Giorgia, Margherita Hack, Fiorella Mannoia, Mario Monicelli, Franca Rame i Paolo Sorrentino, entre d'altres.